# Nuncia marchanti
Nuncia marchanti is een hooiwagen uit de familie Triaenonychidae.